# 若江量長
若江 量長（わかえ かずなが）は、江戸時代後期から幕末にかけての日本の地下人。伏見宮殿上人。一条美子付学問師範となった若江薫子は次女である。

## 生涯

### 出自
元は医道を家業とする丹波宿禰氏嫡流の錦小路家の生まれで、量長は修理大夫頼理の三男として、文化9年（1813年）に誕生した。
文政7年（1824年）、叙爵される。文政8年3月28日（1825年5月15日）、14歳で元服し、院昇殿を許され、越後権介に任じられる。

### 諸陵頭
幕末、文久の修陵などにより、宮中に諸陵寮が再興されることとなった。そこでその長官である諸陵頭への競望を、摂家諸大夫、次に親王家諸大夫に尋ねたが誰も名乗りを上げなかった。これは元日から正月15日までや神事のときに朝廷出仕が停止させられる不便があり、また陵墓への穢所意識があったと考えられる。そこで、二条斉敬が摂家らに相談した結果、常に勤仕することのない身分であった量長に宣下されることになった。
しかし、諸陵頭に就いたとはいえ、陵墓に関して多く知識を持っていたわけではなく、諸陵寮官人となった谷森善臣・鈴鹿勝芸に任せていたという。

### 晩年
明治5年8月15日（1872年9月17日）、平松時言の叔父範忠を養子とした。その5日後、61歳で卒去した。
量長の没後、範忠との不仲により、次女・薫子は家を追われてしまった。

## 官歴
- 文政7年閏8月28日（1824年10月20日）、従五位下
- 文政8年3月28日（1825年5月15日）、越後権介
- 文政11年7月11日（1828年8月21日）、弾正少弼
- 文政11年12月18日(1829年1月23日)、従五位上
- 文政12年6月3日（1829年7月3日）、修理大夫
- 天保4年6月26日（1833年8月11日）、正五位下
- 天保8年1月21日（1837年2月25日)、従四位下
- 天保13年12月22日（1843年1月22日）、従四位上
- 元治元年5月4日（1864年6月7日）、諸陵頭、修理大夫如元

## 系譜
- 父：錦小路頼理
- 養父：若江公義
  - 次女：若江薫子
  - 養子：若江範忠 - 平松時門四男